# Ета Прамца
Ета Прамца (лат. Eta Carinae, η Car) је једна од најенигматичнијих познатих звезда. Налази се у сазвежђу Прамац, у емисионој маглини NGC 3372 (званој и „Маглина ете Прамца“). У време када су прављени каталози јужних звезда, ета Прамца је била треће магнитуде, али је од 1833. године њен сјај почео значајно да варира. Са магнитудом од -0,8, била је друга најсјајнија звезда ноћног неба, одмах после Сиријуса, 1843. године. Уз удаљеност процењену на око 8000 светлосних година, била је 4.000.000 пута луминознија од Сунца. Том приликом је избачен материјал који је формирао Хомункулус маглину која се види као две лопте на чијем споју се налази ета Прамца. И сама ета Прамца је највероватније двојна звезда која се састоји од две компоненте маса око 80 маса Сунца међусобно удаљене око 20 АЈ. Након ове ерупције, сјај ете Прамца је почео да се смањује, пре свега услед материјала који је заклања. Најнижа забележена магнитуда је износила 7,9, док данас износи 6,2. У инфрацрвеном делу спектра, ета Прамца је најсјајнији извор изван Сунчевог система. Ета Прамца је променљива звезда типа S Doradus, са периодом од 5,52 године. С обзиром на њену огромну масу, највероватније ће своју еволуцију завршити као супернова, у (на астрономским скалама) блиској будућности. Ипак, како се налази у маглини, није могуће поуздано одредити када ће се то десити, нити спектрални тип, паралаксу или апсолутну магнитуду ове звезде.